# Patara Cichiata
Patara Cichiata (gruz. პატარა ციხიათა, ros. Верхний Сыхуат, Wierchnij Sychuat) – wieś w Osetii Południowej, w regionie Znauri. W 2015 roku liczyła 7 mieszkańców.